# Universidade Técnica de Varna
A Universidade Técnica de Varna (TUV, TU Varna, búlgaro: Технически университет Варна) se encontra em Varna, Bulgária. Foi fundada em 1962 e tem mais de 50 000 estudantes. É uma das maiores instituições de ensino técnico da Bulgária.

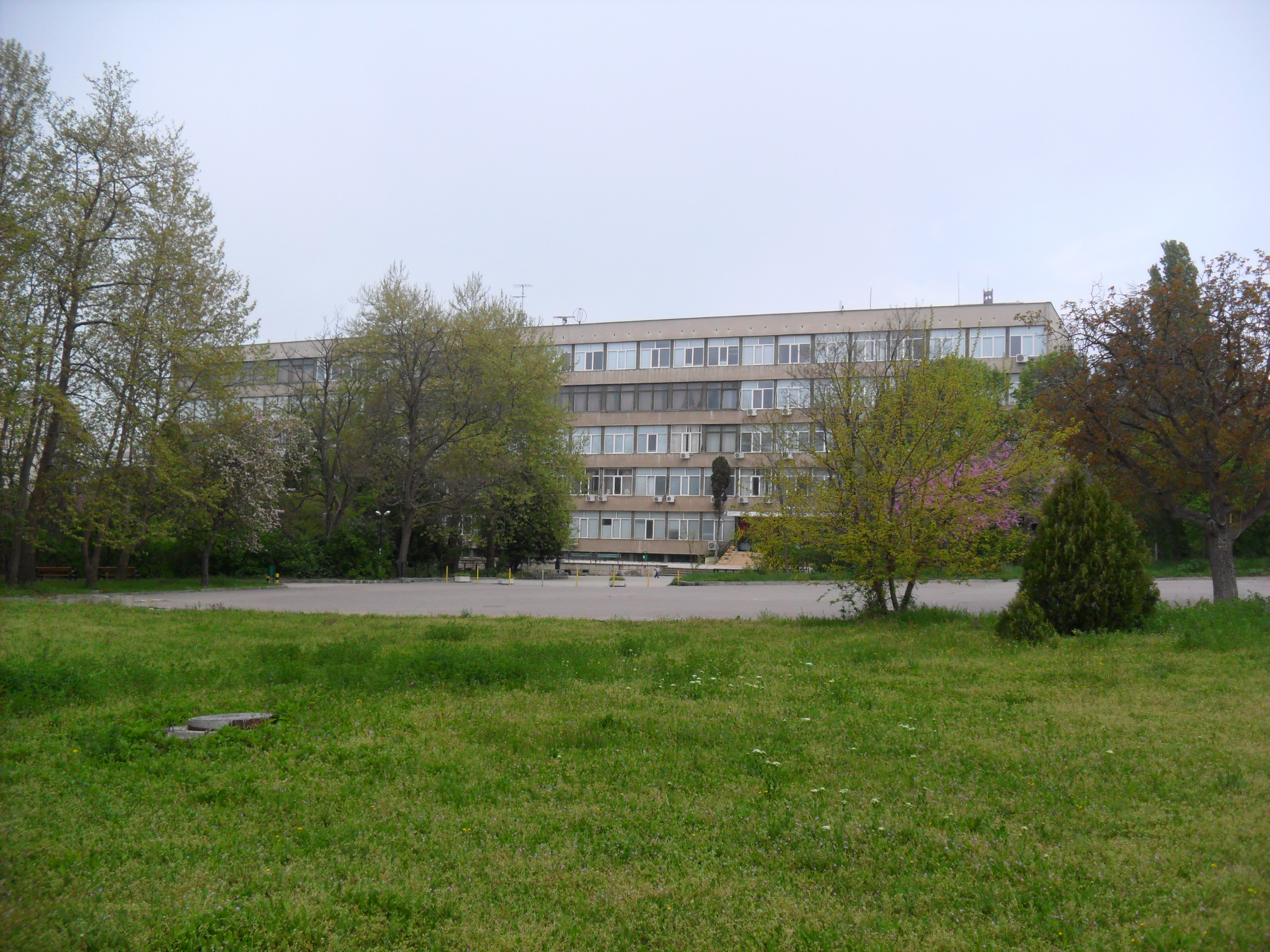
Faculdade Electrotécnica

## História
Universidade Técnica de Varna foi fundada por búlgaro engenheiro Marin Oprev em 1962 como Mecânica e Elétrica Instituto Varna (Машинно-електротехнически институт-Варна).

## Estrutura
- Faculdade Electrotécnica por dean Prof.Marinela Yordanova
- Faculdade Máquina por dean Prof.Angel Dimitrov
- Faculdade Construção naval por dean Prof.Plamen Dichev
- Faculdade Eletrônica por dean Prof.Rozalina Dimova
- Faculdade Computação e automação por dean Prof.Petar Antonov
- Faculdade Marine Science e Ecologia por dean Nikolay Minchev